# Joris Chotard
Joris Jean-Claude Jacques Chotard (Orange, 24 september 2001) is een Frans voetballer die doorgaans speelt als middenvelder. In augustus 2019 debuteerde hij voor Montpellier.

## Clubcarrière
Chotard speelde in de jeugd van RC Provence, FA Chateaurenard en Le Pontet, voor hij in 2016 in de opleiding van Montpellier terechtkwam. Bij deze club maakte hij op 10 augustus 2019 zijn debuut, toen in de Ligue 1 thuis met 0–1 verloren werd van Stade Rennais door een doelpunt van Jérémy Morel. Chotard mocht van coach Michel Der Zakarian in de basis beginnen en werd vier minuten voor tijd gewisseld ten faveure van Petar Škuletić. De middenvelder scoorde op 30 oktober 2019 voor het eerst, in de Coupe de la Ligue tegen AS Nancy. Bij een stand van 2–1 (goals van Florent Mollet en Andy Delort en een tegentreffer van Vagner Gonçalves) vergrootte Chotard de voorsprong op aangeven van Gaëtan Laborde. Door een treffer van Hervé Lybohy zou het hierna nog 3–2 worden.

## Clubstatistieken
| Seizoen | Club        | Competitie | Competitie | Competitie | Beker | Beker | Internationaal | Internationaal | Totaal | Totaal |
| Seizoen | Club        | Competitie | Wed.       | Dlp.       | Wed.  | Dlp.  | Wed.           | Dlp.           | Wed.   | Dlp.   |
| ------- | ----------- | ---------- | ---------- | ---------- | ----- | ----- | -------------- | -------------- | ------ | ------ |
| 2019/20 | Montpellier | Ligue 1    | 20         | 0          | 3     | 1     | —              | —              | 23     | 1      |
| 2020/21 | Montpellier | Ligue 1    | 29         | 0          | 4     | 0     | —              | —              | 33     | 0      |
| 2021/22 | Montpellier | Ligue 1    | 36         | 1          | 2     | 0     | —              | —              | 38     | 1      |
| 2022/23 | Montpellier | Ligue 1    | 35         | 0          | 1     | 0     | —              | —              | 36     | 0      |
| 2023/24 | Montpellier | Ligue 1    | 31         | 0          | 1     | 0     | —              | —              | 32     | 0      |
| 2024/25 | Montpellier | Ligue 1    | 23         | 1          | 1     | 0     | —              | —              | 24     | 1      |
| Totaal  | Totaal      | Totaal     | 174        | 2          | 12    | 1     | 0              | 0              | 186    | 3      |

Bijgewerkt op 30 april 2025.